# Francesc Faus i Pascuchi
Francesc Faus i Pascuchi   (Barcelona, 15 d'octubre de 1931 - São Paulo, 28 d'abril de 2025) va ser un escriptor i sacerdot català.

## Biografia
Fou fill de Ramon Faus, que fou notari de Barcelona, degà del Col·legi Notarial de Barcelona i consultor jurídic de la Generalitat de Catalunya, i d'Hermínia Pascuchi i Cardona, i germà d'Amparo, Josep, Ramon, Xavier i Joaquim.
Es va llicenciar en dret el 1953 per la Universitat de Barcelona i doctorar en dret canònic per la Universitat Pontifícia de Sant Tomàs d'Aquino. Va ser sacerdot de la prelatura de l'Opus Dei, fou ordenat el 7 d'agost del 1955. Des del setembre del 1961 va viure i exercir el seu ministeri al Brasil.
Es va implicar en activitats de la resistència catalanista i antifranquista. Va començar a publicar poemes en català a l'Antologia Poètica Universitària dels anys 1950 i 1951. Juntament amb altres companys de la facultat de dret, va editar clandestinament la revista jurídica estudiantil Forum, en català, de la que només es van editar dos números, l'octubre-novembre de 1950 i el gener de 1951. Mentre acompanyava l'enterrament de Josep Pous, Francesc Faus fou detingut per elements de la Brigada Social i tancat a la presó incomunicat durant 75 hores als baixos de la Jefatura Superior de Policía de la Via Laietana de Barcelona.

## Obra publicada
Va concórrer al premi de poesia Óssa Menor el 1951, amb el llibre Intentar una alba, que quedà en tercer lloc. Va traduir al català Camí, de Josepmaria Escrivá de Balaguer, conjuntament amb Joan Baptista. Fou finalista del mateix premi el 1958, amb el llibre de poemes El viatge, editat el 1960 per L'Óssa Menor. De difícil simbologia, influït per Carles Riba, Friedrich Hölderlin i Salvador Espriu, vol explicar l'aventura de l'home cap a Déu.
Ja al Brasil, el 1995 va publicar, a l'editoral Giordano, que havia editat Tirant lo Blanc en portuguès, un nou llibre de poesies, intitulat La roda i el vent (l'edició incloïa una traducció al portuguès, feta per Stella Leonardos, i una altra al francès, feta per Patrick Gifreu).  Alguns dels seus poemes van ser inclosos a Un segle de poesia catalana, de Jaume Bofill i Antoni Comas (Edicions Destino, 1968), i a l'Antologia de sacerdots poetes, de Josep Grau (Zúric, 1975).
L'any 1993, la União Brasileira de Escritores, presidida per la poeta Stella Leonardos, l'escollí com una de les personalidades culturais de l'any. La major part de la seva producció literària en prosa va ser escrita en portuguès.